# Конвейерный перегружатель
Перегружатели конвейерные — (англ. elevating, stage loader) вспомогательная конвейерная установка, служащая промежуточным соединительным звеном между выемочно — погрузочным и основным транспортным оборудованием или отдельными звеньями транспортной цепи.

## Характеристики конвейерных перегружателей
- карьерные конвейерные перегружатели
- угол поворота конвейера — до 90º
- длина — от 60м
- ширина конвейерной ленты — до 2500мм
- скорость движения конвейерной ленты — до 7м/с
- производительность — от 5000 м²/с
- шахтные конвейерные перегружатели
- длина — от 15м
- производительность — от 180т/ч
- ширина ленты — от 650мм

## Применение конвейерных перегружателей
- открытые разработки полезных ископаемых
- подземные разработки горных пород

## Рабочие инструменты конвейерных перегружателей
карьерные конвейерные перегружатели
- ходовой механизм
- поворотная платформа
- конвейеры
- лебедка
- канатная подвеска

шахтные конвейерные перегружатели
- бункер
- стрела
- конвейер
- опорные домкраты
- привод конвейера
- ходовая тележка

## Классификация конвейерных перегружателей
- карьерные конвейерные перегружатели
- шахтные конвейерные перегружатели

## Производители перегружателей конвейерных
- Азовмаш
- Донецк Гормаш
- Технорос
- Krupp fordertechnik